# Stenoptilodes heppneri
Stenoptilodes heppneri là một loài bướm đêm thuộc họ Pterophoridae. Nó được tìm thấy ở Venezuela.
Sải cánh dài khoảng 17 mm. Con trưởng thành bay vào tháng 1.